# Orsi Kocsis

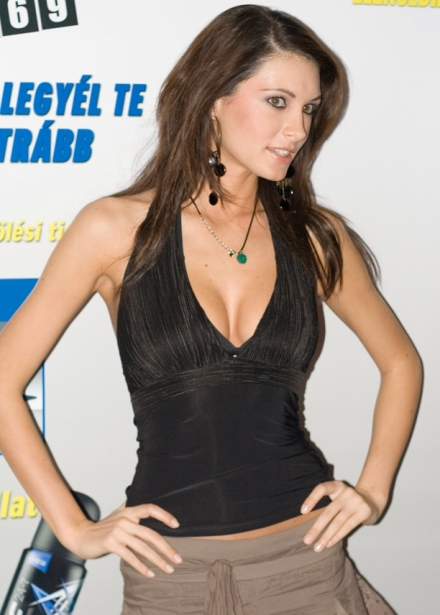
Orsi Kocsis (2007)

Orsolya „Orsi“ Kocsis (* 6. September 1984 in Debrecen, Hajdú-Bihar) ist ein ungarisches Glamour- und Aktmodell. Sie wurde 2005 zum Playmate des Jahres in Ungarn gewählt und zierte das Cover der Magazine Maxim und Penthouse.

## Leben und Karriere
Kocsis wuchs als einziges Mädchen unter Cousins und zwei Brüdern auf. Im Alter von 19 Jahren zog sie nach Budapest, wo sie das Heller Farkas College besuchte. Dort verbesserte sie ihre Fremdsprachenkenntnisse und machte ihren Bachelor in Tourismus und Gastgewerbe. Neben ihrer Muttersprache spricht sie auch Deutsch und Englisch.
Kocsis Karriere als Model begann kurz nachdem sie in einem Haarsalon von einem Fotografen entdeckt wurde. Seither posierte sie zum Beispiel für Cosmopolitan, Maybelline, Mercedes oder Aston Martin.
Kocsis ist eine Kickbox- und Aerobic-Enthusiastin und begeistert sich allgemein für Sport.